# I. Omár kalifa
I. Omár, azaz Umar ibn al-Hattáb (Omar Ibn al-Khattab) (Mekka, 581 k. – Medina, 644. november 3.) volt az iszlám második, a rásidún (igaz úton vezérelt) kalifája (uralkodott 634. augusztus 23-ától haláláig). Mohamed próféta egyik apósaként a szahába (társak) egyike, Abu Bakr alatt pedig a kalifa legfontosabb támasza volt.
Nevéhez fűződik Szíria, Mezopotámia és Egyiptom meghódítása, az Arab Birodalom igazgatási alapjainak letétele és az iszlám időszámítás kialakítása.
Omár a Kurajs-törzs Adí klánjának tagja volt. Apjával, Hattáb ibn Nufajllal közösen politeisták voltak, és eleinte közösen üldözték az első muszlimokat. Ibn Iszhák Szírájában megtérését az alábbi módon írja le: Omár eltervezte, hogy meggyilkolja Mohamedet, de egy bálványimádó útközben szemére vetette, hogy előbb otthon kellene rendet tennie: nővére, Fátima bint al-Hattáb és sógora, Szaíd ibn Zajd ugyanis tudtán kívül már csatlakoztak az iszlámhoz.
A feldühödött Omár rátört a testvérére, és csúnyán megütötte. Fátima vére kiserkent az ütés(ek) hatására, erre Omár elszégyellte magát, és elolvasta a Tá-há szúrát, ami annyira megérintette, hogy maga is áttért.

## Mohamed mellett
Áttérését követően Omár Mohamed társainak legbelső körének lett a tagja. 622-ben az elsők között települt át Mekkából Jaszribba (a későbbi Medina). 625-ben adta a prófétához feleségül a lányát, Hafszát. Feljegyezték róla, hogy amikor értesült Mohamed feleségeinek viszálykodásáról, ami megnehezítette Isten küldöttjének életét, azt mondta Hafszának:
„Hafsza, hallottam (hírét), hogy bajt okozol Isten Küldöttjének (béke legyen vele). Tudod jól, hogy Isten Küldöttje (béke legyen vele), nem szeret téged, és ha nem lennék (az apád), már elvált volna tőled.” Ezt hallván (Hafsza) keservesen sírt.
Hafsza első férje meghalt. Második férjének Abu Bakr-t szánták, de Ő visszautasította az ajánlatot. Omár kalifa megosztotta bánatát a Prófétával, aki bár nem szerelemből, de barátja és társa iránt érzett tiszteletből elvette a későbbi kalifa lányát feleségül.
Az esetet a szunniták pozitívumnak tartják, ami azt mutatja, hogy Omár lojalitását Mohamed iránt fontosabbnak tartotta, mint a családi kötelékeit.
Mohamed alatt Omár részt vett minden fontosabb összecsapásban: a badri csatában (624), az uhudi (625) és a hajbari ütközetben, illetve a 630-s szíriai gazvában (ld. mutai csata).

## Abu Bakr mellett
Omár erélyes fellépésének nagy szerepe volt abban, hogy Mohamed halála után művét egyik tiszteletreméltó társa, Abu Bakr vihette tovább a kalifa újonnan megalkotott rangját viselve. A muhádzsirún és anszár legjelesebb képviselői heves tanácskozásukon Omár és Abu Ubajda ibn al-Dzsarra, a jeles hadvezér példáját követve hűséget esküdtek Abu Bakrnak.
Rövidke uralkodása alatt kezdődött meg az északi irányú hódítás az Újperzsa Birodalom iraki és a Bizánci Birodalom szíriai és palesztinai vidékei ellen, amely Omár alatt teljesedett ki. Ebben a másfél éves periódusban Omár a legfőbb tanácsadói egyike volt. Abu Bakr halálos ágyán rendelkezett arról, hogy Omár kalifa legyen az utódja.

## Omár kalifátusa
Abu Bakr rendelkezésének megfelelően Omárt ellenkezés nélkül fogadták el a mértékadó körök kalifának, még Ali is letette a hűségesküt (bajáa). Síita interpretáció szerint ez csak formális eskü volt, ahogy az Abu Bakrnak és később Oszmánnak tett fogadalom. Omár kalifa egyébként uralkodóként rendkívül egyszerű, mértékletes életet élt.

### A hódítások
636-ban a jarmúki csata során a bizánciakat, és valószínűleg ugyanebben az évben pedig a kádiszíjjai ütközetben a perzsákat verték meg. 638-ban elesett Jeruzsálem, ahová Omár személyesen is ellátogatott, és Jeruzsálemi Szent Szophróniosz, az addig kitartóan védekező pátriárka vezetésével – szamárháton – betért a városba. Itt kötötte meg szerződését a keresztényekkel és zsidókkal, mely az Omár-paktum néven híresült el. Omár megszemlélte és megtisztíttatta Dávid király templomának helyét, imádkozott itt, és később az Alapkőtől délre mecsetet építtetett, amiből később az al-Aksza-mecset fejlődött ki. Jóval a halála után az Alapkőre építette Abd al-Malik a Sziklamecsetet.
Közben a hódítások nem álltak le. Az utolsó bizánci város a Közel-Keleten, Kaiszareia, 640-ben esett el. A perzsák 642-ben szenvedtek döntő vereséget a nihavándi ütközetben. III. Jazdagird nagykirály Perszepoliszba vonult vissza, ahol 651-ben egy satrapája gyilkoltatta meg, közben az arabok mind több területet ragadtak el tőle. A keleti terjeszkedés megkönnyítésére jött léte Baszra és Kúfa városa Mezopotámiában Omár uralkodása alatt.
A bizánciak elleni hadműveletek csapásiránya Jarmúk után elsősorban dél felé fordult, bár Armeniát is meghódították az arabok. 639 végén Amr ibn al-Ász vezetésével 4000 fő kezdte dúlni Egyiptomot, akiket 640-ben 12 000 fős erősítés követett. Ibn al-Ász hadai a héliopoliszi csatában megverték a helyi bizánci erőket, és Kürosz alexandriai pátriárka 641. november 8-án átadta városát a muszlimoknak. Ibn al-Ász a győzelem örömére alapította meg az új fővárosnak szánt Fusztátot (a mai Kairó közelében). Már Omár halála után, 645-ben történt ideiglenes sikert hozó kísérlet Alexandria visszafoglalására.

### A birodalom megszervezése
Mivel a kalifátus területe hallatlan ütemben növekedett, a meghódított területek igazgatását és betagozását is meg kellett oldani. Omár intézkedéseit egy dzsábijai (ma Jordánia) találkozón fogadtatta el a befolyásos rétegekkel. A kalifa rendszere körülbelül a 8. század végéig működött, azután a benne rejlő lehetőségeket kihasználva a hatalmasra nőtt birodalom vezető személyiségei könnyedén függetlenítették magukat a központi ellenőrzés alól.

#### Az új alattvalók helyzete
Különös nehézséget jelentett, hogy az új vidékek lakossága jelentős etnikai, nyelvi, vallási és kulturális eltéréseket mutatott: voltak itt perzsák, görögök, szírek, koptok, arabok, örmények; keresztények (ortodoxok, nesztoriánusok, monofiziták egyaránt), zoroasztriánusok, mazdakiták, manicheusok, zsidók, szamaritánusok és számos egyéb felekezet hívei.
Omár teremtette meg a dzimma (védelem) rendszerét. A nem muszlimok dzimmík (védettek) lettek, megmaradhattak tulajdonukban (bár csak használati joggal), vallásukat (némi megszorítással) gyakorolhatták, ennek fejében több adót fizettek (földadó: harádzs; fejadó: dzsizja – összességében a termelt javak 30-50%-a), szolgáltatásokkal tartoztak a muszlimoknak (ellátás, elszállásolás) és nem katonáskodhattak. Ennek ellenére a terhek jóval alacsonyabbak voltak, mint a bizánci vagy Szászánida időkben, ezzel is magyarázható, hogy a helyiek oly kevés ellenállást tanúsítottak a hódításkor. Attól függően, hogy egy adott települést tárgyalásos úton (szulhan) vagy erőszakkal (anvatan) szereztek meg, változott a kirótt terhek mértéke.

#### Államigazgatás
A második kalifa a területek igazgatását alsó szinten a helyiekre bízta, így az egyes települések továbbra is bizonyos fokú autonómiát élveztek. A tartományok élére emíreket nevezett ki, akik teljhatalommal jártak el minden polgári és katonai ügyben. Egyedül a pénzügyekbe nem volt beleszólásuk, mert azokat a központból delegált és irányított tisztviselők (ámil vagy száhib al-harádzs rangban) igazgatták. Eleinte négy tartományt alakítottak ki Damaszkusz, Baszra, Kúfa és Fusztát központtal, de később ezt a rendszert továbbosztották. Az első emírek általában a hódító hadvezérek voltak, de harctéri sikereik nem garantálták kormányzói rangjukat: Amr ibn al-Ász és Hálid ibn al-Valíd is elvesztette emíri megbízását.
Ekkor készültek az első adóösszeírások (díván al-harádzs), amelyek a „feloszthatatlan” (ingatlan) zsákmányból származó jövedelmek elosztására regisztrálta törzsi-rokoni rendszerben a katonákat. Ugyanis a parlagföldek, üres épületek az egész muszlim közösség tulajdonát képezték, lehetőség szerint nem osztották ki őket a zömmel katonáskodó muszlimok között. (A muszlim földtulajdon usr, azaz tized terhelte.) Az iszlám követői – ekkor még szinte kizárólag arabok – zömmel katonai táborokban (esz. miszr, tbsz. amszár) laktak, ahonnan kiindulva folytatódhatott a hódítás. Ellátásukról egyfajta penziórendszer gondoskodott, amelynek keretében annál nagyobb összeget folyósítottak a katonáknak, minél régebb óta szolgáltak.

## Halála, emlékezete
Omárt egy Abu Lulua vagy Firúz (más alakjai: Furúza, Feroz) nevű zoroasztriánus vagy keresztény perzsa rabszolga gyilkolta meg egy bérvita során. Míg a medinai Maszdzsid an-Nabavíban vezette az imát, 3-6 tőrdöféssel meggyilkolta. Mivel nem volt egyértelműen kijelölt utódja, komoly viták előzték meg annak megválasztását. A haldokló kalifa ugyanis utódja kijelölésére egy hattagú tanácsot nevezett ki, amely hosszas vitákat követően Oszmán ibn Affánt tette meg utódjául Ali ellenében.

### Szunnita álláspont
Omárt a szunnita tradíció rendkívül pozitív színben ábrázolja, melléknevéül az al-Farúk (a [Jó és Rossz közt] Különbséget Tevő) megtisztelő címet kapta. Nagy hangsúlyt helyeznek hódításaira, rendkívüli vezetői képességeire és jogi vívmányaira. Pozitívumként említik, hogy meg sem kísérelte dinasztikussá tenni címét, noha volt fiúgyermeke. A hagyomány szerint azon tíz fő közé tartozik, akiknek Mohamed megígérte, hogy a Mennyországba jutnak. Mindemellett szigorúságát is elismerik.

### Síita álláspont
A síita hagyományban a hangsúlyok erőteljesen eltolódnak Omár személyes hibái felé. Brutalitással kísért politeista előéletét eleve kizáró oknak tartják a kalifátus legitim betöltésére, és szerintük Omár csak fenyegetés hatására tért át az igaz hitre. Muszlimként is agresszív, verekedős volt. Szintén gonosztettei közé sorolják, amikor állítólag megtagadta Mohamedtől, hogy végakaratot írhasson (ld. „Toll és papír” hadísz). Legsúlyosabbnak tekintett tette természetesen az, hogy Ali ellenében hatalomra juttatta Abu Bakrot és önmagát, mint valamiféle összeesküvő. Kalifaként is hosszú bűnlajstromot készítettek számára: a hadíszgyűjtés betiltását, számos helytelen ítéletet, a Korán félreértelmezéseit tulajdonítják neki. Jellemző, hogy Abu Lulua, az Omár életét kioltó merénylő részére szentélyt emeltek Iránban, Kaszhán városában.

## Házasságai és utódai
Három feleségéről tudunk: Átika ibn Zajd, Szabía és volt egy Umm Kulszúm nevű felesége is. Az utóbbi kiléte nem tisztázott. Egy szunnita hagyomány szerint Ali kiskorú lányáról van szó. Más elképzelések szerint Umm Kulszúm Abu Bakr lánya volt.
Omárnak több fia is ismert, így Ubajd Allah, Ijád, a nagy hagyományozó Aszím – a későbbi II. Omár kalifa nagyapja – és Abdalláh, aki később híres hagyományozó és jogi tekintély lett.